# بين ديمون
بين ديمون (بالإنجليزية: Ben Damon)‏ هو صحفي أسترالي، ولد في 24 أكتوبر 1980.